# Mark Grudzielanek
Mark James Grudzielanek (Milwaukee, Wisconsin, 30 de junio de 1970), más conocido como Mark Grudzielanek, es un exjugador profesional estadounidense de béisbol que se desempeñó en la posición de segunda base en las Grandes Ligas de Béisbol (MLB). Logró obtener un Guante de Oro.

## Carrera
Grudzielanek jugó como profesional cuatro temporadas en Montreal Expos (1995-1998), después pasó por varios equipos, Los Angeles Dodgers (1998-2002), Chicago Cubs (2003-2004), St. Louis Cardinals (2005), Kansas City Royals (2006-2008), y finalmente, se unió a Cleveland Indians, donde jugó una temporada (2010), y fue el equipo en el que se retiró.

## Premios
Fue galardonado con el Guante de Oro en una oportunidad (2006).